# Xylariopsis mimica
Xylariopsis mimica är en skalbaggsart som beskrevs av Bates 1884. Xylariopsis mimica ingår i släktet Xylariopsis och familjen långhorningar. Inga underarter finns listade i Catalogue of Life.